# Perikope
Perikope (afsnit, udsnit; af gr. peri omkring og kope udsnit, koptein afskære) er i den kristne kirke betegnelse for bestemte afsnit af bibelteksten bestemt for oplæsning. Allerede ved den jødiske gudstjeneste var der forordnet oplæsning af bestemte skriftafsnit, dels fra Loven (de såkaldte parasher), dels fra de profetiske skrifter (haftarer).
I den kristne menighed overtog man denne jødiske skik, men føjede til de to gammeltestamentlige afsnit to nytestamentlige, et fra de nytestamentlige breve og et fra evangelierne. Brevafsnittet kaldes "Epistelen", evangelieafsnittet "Evangeliet". Undertiden anvendes et afsnit fra Apostlenes Gerninger; dette kaldes "Lektien", og samme udtryk anvendes i den danske liturgi om afsnit taget fra Profeterne. De to første gammeltestamentlige afsnit bortfaldt imidlertid snart i den kristne kirke. Oprindelig læste man vedkommende brev eller evangelium fra ende til anden med et stykke ved hver gudstjeneste, og denne skik er endnu bevaret i den græske kirke.
Vesten gik derimod under Roms ægide sine egne veje. I 5. århundrede begyndte man nemlig i Rom at give perikoper mere fasthed, idet de forskellige skrifter henvises til forskellige tider af kirkeåret, og under Gregor den Store udviklede det hele sig til, at hver søn- og festdag fik sit bestemte "Evangelium" og "Epistel". Senere gav Tridentinerkoncilet inden for den romersk-katolske kirke en bestemt og endnu gældende fortegnelse over de perikoper, som skulle anvendes.
Den lutherske kirke overtog i alt væsentligt de gamle perikoper, ligesom den engelske kirke, medens de reformerte ellers brød med den gamle perikoperække (tekstrække) og ved gudstjenesten lod præsten have temmelig frit tekstvalg. I den danske kirke indførte man 1885 ved siden af den gamle perikoperække (tekstrække) en ny, og nu bruges i de fleste danske menigheder hvert andet år denne ny række i henhold til Ritualbogen, nuværende udgave fra 1992. Første tekstrække læses i ulige årstal og anden tekstrække i lige årstal. De to rækker er aftrykt bag i den danske salmebog. Det er ikke ens i alle lande, hvor mange tekstrækker der er, og hvad de indeholder.